# Acta Linguistica Petropolitana
Acta Linguistica Petropolitana (альтерантивное название — «Труды Института лингвистических исследований») — один из ведущих лингвистических журналов России, основное периодическое издание Института лингвистических исследований РАН.
Журнал выходит трижды в год с 2003 года, публикует статьи на русском, английском, немецком и французском языках. Входит в РИНЦ и Список ВАК.

## Тематика
Журнал принимает к публикации статьи, связанные с русской лексикологией и лексикографией, изучением языков народов России, сравнительно-историческим индоевропейским языкознанием, ареальной лингвистикой, балканистикой, классической филологией, лингвистической типологией, вопросами грамматической теории, функционально ориентированным описанием грамматики естественных языков, изучением детской речи, социолингвистикой.

## Редакционная коллегия
Главный редактор — член-корр. РАН Е. В. Головко. В состав редколлегии входят известные лингвисты, филологи и антропологи: д.и.н. А. К. Байбурин, Ph.D. А. Барентсен (Нидерланды), д.и.н. Ю. Е. Берёзкин, член-корр. РАН Е. Л. Березович, д.фил.н. П. Е. Бухаркин, член-корр. РАН Н. Б. Вахтин, д.фил.н. М. Д. Воейкова, Ph.D. Л. Гренобль (США), к.фил.н. С. Ю. Дмитренко, к.фил.н. Н. М. Заика, д.фил.н. В. Б. Касевич, к.фил.н. А. Ю. Кожевников, член-корр. РАН Н. В. Корниенко, д.фил.н. Н. Б. Кошкарёва, д.фил.н. М. А. Кронгауз, к.фил.н. Г. А. Мольков, член-корр. РАН И. И. Муллонен, член-корр. РАН С. А. Мызников, акад. С. И. Николаев, д.фил.н. В. И. Подлесская, д.фил.н. К. И. Поздняков (Франция), Дж. Рассел (США), к.фил.н. Е. А. Руднева (секретарь), д.фил.н. А. Ю. Русаков, к.фил.н. С. С. Сай, д.фил.н. А. Н. Соболев (зам. главного редактора), д.фил.н. С. Г. Татевосов, к.фил.н. А. Ю. Урманчиева; Ph.D., к.фил.н. А. Ю. Фильченко (Казахстан); д.и.н. Д. А. Функ, д.фил.н. В. С. Храковский, Ph.D. Ю. Янхунен (Финляндия).